# Liga de Béisbol Profesional Nacional de Nicaragua 2017-18
La XIII Liga de Béisbol Profesional Nacional de Nicaragua se disputa desde el 23 de octubre de 2017 hasta enero de 2018, el ganador obtiene el derecho de participar en la Serie Latinoamericana.

## Etapa regular
Disputado del 23 de octubre de 2017 al 3 de enero de 2018.

### Posiciones
| Equipo               | JJ | G  | P  | PCT   | JV  |
| -------------------- | -- | -- | -- | ----- | --- |
| Gigantes de Rivas    | 42 | 23 | 19 | 0,548 | --  |
| Tigres de Chinandega | 42 | 23 | 19 | 0,548 | --  |
| Indios del Bóer      | 42 | 20 | 22 | 0,476 | 3,0 |
| Leones de León       | 42 | 18 | 24 | 0,429 | 5,0 |

|  |                                         |
|  | Clasificado a la Serie Final.           |
|  | Clasificado a la serie de Pre-Play Off. |

- (Nota): Hubo empate en el primer y segundo lugar por lo que fue necesario realizarse un juego extra entre los dos equipos para definir las posiciones con la ventaja que el ganador pasaría a la Final directo, mientras el perdedor jugaría con el tercero para definir el segundo finalista.

#### Desempate primer y segundo lugar
| 5 de enero | Tigres | 0-10 | Gigantes | Rivas |

### Calendario
| 23 de octubre | Tigres   | 1-2 | Bóer     | Managua    |
| 24 de octubre | Bóer     | 0-1 | Gigantes | Rivas      |
| 24 de octubre | Leones   | 3-2 | Tigres   | Chinandega |
| 27 de octubre | Tigres   | 3-2 | Leones   | León       |
| 27 de octubre | Gigantes | 4-0 | Bóer     | Managua    |
| 28 de octubre | Boér     | 5-0 | Gigantes | Rivas      |
| 29 de octubre | Leones   | 0-4 | Gigantes | Rivas      |

| 31 de octubre  | Boér     | 1-3 | Leones   | León       |
| 31 de octubre  | Gigantes | 1-0 | Tigres   | Chinandega |
| 1 de noviembre | Tigres   | 6-5 | Gigantes | Rivas      |
| 1 de noviembre | Leones   | 4-7 | Boér     | Managua    |
| 3 de noviembre | Gigantes | 7-1 | Boér     | Managua    |
| 3 de noviembre | Tigres   | 7-2 | Leones   | Chinandega |

| 6 de noviembre  | Boér     | 10-8 | Leones   | Managua    |
| 6 de noviembre  | Gigantes | 4-5  | Tigres   | Chinandega |
| 7 de noviembre  | Leones   | 3-2  | Gigantes | Rivas      |
| 7 de noviembre  | Boér     | 3-2  | Tigres   | Chinandega |
| 8 de noviembre  | Gigantes | 3-4  | Leones   | León       |
| 8 de noviembre  | Tigres   | 10-7 | Boér     | Managua    |
| 10 de noviembre | Leones   | 2-3  | Gigantes | Rivas      |
| 10 de noviembre | Tigres   | 3-7  | Boér     | Managua    |
| 11 de noviembre | Boér     | 3-5  | Gigantes | Rivas      |
| 11 de noviembre | Leones   | 4-5  | Tigres   | Chinandega |
| 12 de noviembre | Boér     | 6-1  | Leones   | León       |
| 12 de noviembre | Gigantes | 1-3  | Tigres   | Chinandega |

| 14 de noviembre | Tigres   | 1-5  | Leones   | León       |
| 14 de noviembre | Gigantes | 3-5  | Boér     | Managua    |
| 15 de noviembre | Boér     | 7-1  | Gigantes | Rivas      |
| 15 de noviembre | Leones   | 2-4  | Tigres   | Chinandega |
| 16 de noviembre | Leones   | 3-4  | Tigres   | Chinandega |
| 17 de noviembre | Gigantes | 2-3  | Leones   | León       |
| 17 de noviembre | Boér     | 1-10 | Tigres   | Chinandega |
| 18 de noviembre | Tigres   | 3-1  | Leones   | León       |
| 18 de noviembre | Gigantes | 6-0  | Boér     | Managua    |
| 19 de noviembre | Leones   | 3-4  | Boér     | Managua    |
| 19 de noviembre | Tigres   | 2-4  | Gigantes | Rivas      |

| 21 de noviembre | Tigres   | 4-7 | Gigantes | Rivas      |
| 21 de noviembre | Leones   | 5-1 | Bóer     | Managua    |
| 22 de noviembre | Bóer     | 3-4 | Leones   | León       |
| 22 de noviembre | Gigantes | 7-0 | Tigres   | Chinandega |
| 24 de noviembre | Leones   | 0-9 | Tigres   | Chinandega |
| 24 de noviembre | Bóer     | 6-1 | Gigantes | Rivas      |
| 25 de noviembre | Bóer     | 2-6 | Leones   | León       |
| 25 de noviembre | Gigantes | 8-2 | Tigres   | Chinandega |
| 26 de noviembre | Tigres   | 1-3 | Bóer     | Managua    |
| 26 de noviembre | Leones   | 4-5 | Gigantes | Rivas      |

| 28 de noviembre | Gigantes | 4-8   | Leones   | León       |
| 28 de noviembre | Tigres   | 0-1   | Bóer     | Managua    |
| 29 de noviembre | Leones   | 3-2   | Gigantes | Rivas      |
| 29 de noviembre | Bóer     | 5-8   | Tigres   | Chinandega |
| 1 de diciembre  | Gigantes | 11-10 | Bóer     | Managua    |
| 1 de diciembre  | Tigres   | 1-6   | Leones   | León       |
| 2 de diciembre  | Leones   | 1-4   | Bóer     | Managua    |
| 2 de diciembre  | Tigres   | 1-7   | Gigantes | Rivas      |
| 3 de diciembre  | Gigantes | 3-4   | Leones   | León       |
| 3 de diciembre  | Bóer     | 5-3   | Tigres   | Chinandega |

| 5 de diciembre | Leones   | 2-5   | Tigres   | Chinandega |
| 5 de diciembre | Gigantes | 5-3   | Bóer     | Managua    |
| 6 de diciembre | Tigres   | 11-24 | Leones   | León       |
| 8 de diciembre | Leones   | 8-6   | Gigantes | Rivas      |
| 9 de diciembre | Gigantes | 7-6   | Leones   | León       |

| 19 de diciembre | Gigantes | 4-3   | Tigres   | Chinandega |
| 19 de diciembre | Boer     | 7-5   | Leones   | León       |
| 20 de diciembre | Tigres   | 12-1  | Gigantes | Rivas      |
| 20 de diciembre | Leones   | 6-5   | Boer     | Managua    |
| 21 de diciembre | Bóer     | 6-10  | Gigantes | Rivas      |
| 22 de diciembre | Boer     | 2-3   | Tigres   | Chinandega |
| 22 de diciembre | Gigantes | 2-3   | Leones   | León       |
| 23 de diciembre | Leones   | 6-4   | Bóer     | Managua    |
| 23 de diciembre | Tigres   | 8-4   | Gigantes | Rivas      |
| 23 de diciembre | Leones   | 13-11 | Bóer     | Managua    |

| 26 de diciembre | Leones   | 2-4   | Gigantes | Rivas      |
| 26 de diciembre | Bóer     | 8-6   | Tigres   | Chinandega |
| 27 de diciembre | Gigantes | 4-3   | Leones   | León       |
| 27 de diciembre | Tigres   | 13-11 | Bóer     | Managua    |
| 28 de diciembre | Bóer     | 0-5   | Tigres   | Chinandega |
| 29 de diciembre | Bóer     | 3-2   | Leones   | León       |
| 29 de diciembre | Gigantes | 3-11  | Tigres   | Chinandega |
| 30 de diciembre | Leones   | 6-8   | Bóer     | Managua    |
| 30 de diciembre | Tigres   | 1-3   | Gigantes | Rivas      |

| 2 de enero | Leones   | 2-5  | Tigres   | Chinandega |
| 2 de enero | Bóer     | 4-3  | Gigantes | Rivas      |
| 3 de enero | Tigres   | 11-8 | Leones   | León       |
| 3 de enero | Gigantes | 13-7 | Bóer     | Rivas      |
| 4 de enero | Tigres   | 5-1  | Bóer     | Managua    |

## Pre Play Off
Se jugó del 5 al 11 de enero del 2018 en cinco juegos entre el segundo y tercero de la fase regular.
| Serie Pre Play Off LBPN de 2017/18 |          |                   |                 |            |
| Juego                              | Fecha    | Resultado         | Serie (TIG-BOE) | Ciudad     |
| 1                                  | Enero 7  | Bóer 2; Tigres 8  | 1–0             | Chinandega |
| 2                                  | Enero 8  | Tigres 2; Bóer 3  | 1–1             | Managua    |
| 3                                  | Enero 10 | Bóer 2; Tigres 3  | 2–1             | Chinandega |
| 4                                  | Enero 11 | Tigres 11; Bóer 1 | 3–1             | Managua    |

## Play Off
Se jugó del 14 al 19 de enero del 2018 en siete juegos entre el primero de la fase regular y el ganador del Pre-Play Off, definida en 5 juegos.
| Serie Play Off LBPN de 2017/18 |          |                      |                 |            |
| Juego                          | Fecha    | Resultado            | Serie (GIG-TIG) | Ciudad     |
| 1                              | Enero 14 | Tigres 2; Gigantes 1 | 0–1             | Rivas      |
| 2                              | Enero 15 | Gigantes 1; Tigres 6 | 0–2             | Chinandega |
| 3                              | Enero 17 | Tigres 4; Gigantes 5 | 1–2             | Rivas      |
| 4                              | Enero 18 | Gigantes 5; Tigres 9 | 1–3             | Chinandega |
| 5                              | Enero 19 | Tigres 8; Gigantes 5 | 1–4             | Rivas      |

|                                            |
| Campeón Tigres de Chinandega Cuarto título |